# Іштван Естергазі
Граф Іштван Естергазі де Галанта (угор. Count István Esterházy de Galántha; Мукачево, 27 лютого 1616 — Відень, 4 липня 1641) — член багатої угорської родини Естергазі, старший син палатина Міклоша Естергазі та його першої дружини, баронеси Орсолії Дерсфі.
Його батько отримав графський титул у 1626 році від імператора-короля Фердинанда II, тому його нащадки також могли користуватися титулом. Граф Іштван помер у 1641 році, коли його батько був ще живий. Його молодший брат Ладіслав став головою родини у 1645 році.

## Сім'я
Граф Іштван одружився з графинею Ержебет Турзо (1621—1642), онукою палатина Юрая Турзо, 26 вересня 1638 року в Кісмартоні (сьогодні Айзенштадт, Австрія). Матір'ю Ержебет Турзо була баронеса Крістіна Ньярі де Бедег, друга дружина батька графа Іштвана. У них була донька:
- Орсоля (7 березня 1641 — 31 березня 1682), яка вийшла заміж за свого дядька, Пауля I Естергазі 7 лютого 1655.[2]